# Плава шпиља
Плава Шпиља је једна од најлепших и највећих пећина у низу пећина – грта, које се налазе дуж, веома разређене обале на полуострва Луштица у Боки которској. Пећина се налази између увале Златна лука и Рта Мокра гора, а удаљена је од Херцег Новог 5,7 наутичких миља.
Има два отвора под углом од 45 степени, мањи отвор са јужне стране и већи са југозападне стране који је висине 3 м., а ширине око 15 м. тако да унутар шпиљу могу ући обичне барком и мањи бродови.
Дубина мора унутар шпиље је 3 - 4 м. Висина од нивоа мора до врха таванице је 9 м, а њена површина је око 300 м². Свој назив је добила по необично кристално плавој боји која настаје рефлексијом сунчевих зрака који се одбијају од њену површину током ведрих дана.